# マサ小浜
マサ 小浜（マサ こはま、Masa Kohama、1月15日 - ）は、長年アメリカ合衆国で、現在は日本で活動しているギタリスト・ソングライターである。
ブラックミュージックを土台としつつ多様かつ独自な音楽性を特徴とし、幅広いアーティストの作品やライブに参加すると共に、グラミー賞受賞作に携わった経験も持つ。

## 来歴
群馬県前橋市出身。前橋市立第二中学校、群馬県立前橋高等学校を経て、青山学院大学文学部英米文学科を卒業後、1991年に渡米、ミュージシャンズ・インスティチュートを卒業。
ロサンゼルスにて、黒人教会（シティ・オヴ・レフュージ）でハウス・ギタリストとして9年間ゴスペルを演奏しながら、ビリー・プレストンやスティーヴィー・ワンダー、ウォーレン・G、イディナ・メンゼル、ジェイムス・ギャドソン、テンプテーションズのアリ・オリー・ウッドソン等のミュージシャンと共演を重ねた。ネイト・ドッグやウェストサイド・コネクションといった西海岸ヒップホップのラッパー達とも親交があり、ウォーレン・G & ネイト・ドッグの『What U Wanna Do』のギター演奏は、小浜によるものである。
2006年6月に帰国後は、AI、加藤ミリヤ、EXILE、BENI等のアーティストのライブ・サポートやレコーディングに参加。
自身名義の活動としては、2010年7月6日に目黒ブルースアレイジャパンにて“マサ小浜スペシャル”と題する、リーダーライブを初開催。年に数回のペースで継続しており、2020年1月28日開催回で27回目となった。
2017年第59回グラミー賞で最優秀コンテンポラリーブルーズアルバム賞を受賞したファンタスティック・ネグリートのアルバム『The Last days of Oakland』に全般に渡りギターで参加、同年4月7・8・9日にブルーノート東京で行われた彼の来日公演では、全公演において共演。
次作『Please Don't be Dead』も前作に続き第61回（2019年）グラミー賞同部門で最優秀賞を受賞、3作目『Have you lost your mind yet?』は、ビルボードのブルースチャート（2020年8月）で1位、第63回（2021年）のグラミー賞で3度目の同部門を獲得。何れのアルバムでも小浜が全般に渡りギターで参加。特に3作目ではフィーチャリング・アーティストとしても名を連ねている。
彼の4作目のアルバム『White Jesus Black Problems』にも、小浜が全般に渡りギターで参加しているが、その中の一曲である『Oh Betty』が、第65回（2023年）グラミー賞のベストアメリカンルーツパフォーマンス部門にノミネートされた。小浜とファンタスティック・ネグリートは、1990年代から、Me and This Japanese Guy というユニットを組んで楽曲をリリースしていたが、近年活動を再開し、日本でもライブを行っている。
2019年2月より自身の公式YouTubeチャンネル（「マサ小浜チャンネル」）を開設しているが、特にコロナ禍の2020年5月以降、“癒しシリーズ”として、洋楽・邦楽問わず様々な名曲をカバーした動画を上げている。
2020年6月4日、配信シングル｢Cruising Your Heart｣をリリース。続けて2021年1月1日には1stアルバム「MASA'S FIRST TAKE」をリリース。それに伴い、オフィシャル・オンライン・ショップ「FIRST TAKE」を開設、CD・グッズ販売も行っている。
2022年8月には、キーボーディストGAKUSHIとのプロジェクトであるGAKU☆MASAをスタートさせ、1stシングル『ANTI HERO』、2024年5月には2ndシングル『BED TIME』をリリース。この2人でのライブ活動も行っている。

## 評価

### オスカー・ジョーダン
Vintage Guitar Magazine（2020年11月号）にて、紙面の1ページを使って小浜を取り上げた。ファンタスティック・ネグリートのアルバム『Have you lost your mind yet?』における小浜のギター演奏が「このアルバムを成功させた要因の一つ」であるとし、「小浜のブルースやR&Bの比類なき融合やスライドギターが、ネグリートのビジョンに輝きをもたらす隠し味となっている」と述べた。また、このアルバムに限らず、小浜の卓越した演奏技術とそれぞれの楽曲に何が必要とされるかを汲み取るセンスについても評価している。

### ビリー・プレストン
小浜の演奏を気に入り自宅に招いて録音したり、「（演奏など）自分ができることは何でもやるから」と、オリジナル・アルバムを作るよう勧めた。

### ウォーレン・G
ウォーレン・Gは小浜のことをSecret Weapon（秘密兵器）というニックネームで呼び、頻繁にレコーディングセッションに呼んだ。

### ブランドン・コールマン
ロサンゼルス在住時代から親交がある鍵盤奏者・ブランドン・コールマン（Brandon Coleman）は、2016年の来日公演前のインタビューにて、小浜について今まで共演した日本人ミュージシャンの中で「突出した驚くべき存在」と述べた。また、2019年2月1日の来日公演時は、コールマンが小浜を誘い、共演した。

### 吉岡正晴
小浜は、米ビルボードのブルースチャートで2位にランクインしたファンタスティック・ネグリートの同名アルバム『Fantastic Negrito EP』（Blackball Universe、2015年）にて、全曲ギターを弾いた。EP盤に続く初のフル・アルバムである『The Last days of Oakland』（P-Vine Records、2016年）においても、全編に渡ってギターで参加し、これが米ビルボードのブルース・アルバム・チャートで4位に初登場した。音楽評論家・吉岡正晴はこの作品について、「来年（2017年）のグラミー賞ノミネートも期待される」と述べていたが、その言葉どおり、第59回グラミー賞（2017年）のベストコンテンポラリーブルーズアルバム部門にノミネートされた。吉岡は、ライヴ評の中で、小浜を“ヴァーサタイル（多様性のある）なアーティスト”と表現。小浜の演奏は様々なジャンルを取り入れているが、ブラックミュージックというしっかりとした土台を持っていることによってそれが単なる寄せ集めに留まらず、それぞれのジャンルが融合し、ひときわ輝きを増した多様性のある音楽になっている、と高く評価した。

### Tom Clarke（Blues music magazine）
ファンタスティック・ネグリートのアルバム『Please Don't be Dead』の論評の中で、小浜のギタープレイについて、「ジミー・ペイジやその他当時の才能溢れるミュージシャンらに確かにインスピレーションを受けながらも、終始独創性に富んでいる」と評し、「驚くほど素晴らしいその演奏に注目せずにはいられない」と述べた。

### 紫藤尚世
着物デザイナー紫藤尚世は、小浜のファンであることを公言しており、週刊誌に自身の特集記事が組まれた際は、“よき理解者であり、ファン”であるとして、小浜を紹介した。また、2020年9月6日には、紫藤の企画により、小浜と能楽師大倉正之助（重要無形文化財総合指定保持者）の二人による共演が行われた。

## ディスコグラフィ

### アルバム
- 『MASA'S FIRST TAKE』（2021年1月1日）[47][48]

### 配信限定シングル
- 『Cruising Your Heart』（2020年6月4日）[46][65]
- 『Song About』『SUNRISE』『Falling for you』『NEW NORMAL』『Steppin' Out』（2021年）
- 『ANTI HERO』（GAKU☆MASA名義、2022年）[50]

## 参加作品

### 2012年
- ローラ
  - 『Memories』（#1・3）
- BENI
  - 『FORTUNE TOUR』ライブDVD
  - 『COVERS』
  - 『COVERS:2』
- 加藤ミリヤ
  - 『TRUE LOVERS』
  - 『LOVERS partII feat.若旦那』
  - 『AI AI AI』
- 清水翔太
  - 『365日』
- TINA
  - 『Starting Over』
- The Monsters 
  - 『Monsters』
- AK-69
  - 『The Story of REDSTA』
- Skoop On Somebody
  - 『Nice'n Slow Jam 15years Limited』

### 2013年
- さかいゆう
  - 『薔薇とローズ』（三菱自動車eKワゴンTVCM曲）
- 加藤ミリヤ
  - 『Lonely Hearts』
- 西野カナ
  - 『Love Collection 〜mint〜』
- 山下智久
  - 『A NUDE』
- シェネル
  - 『アイシテル』
  - 『Touch（close to u）』（配信限定）
- マリーン
  - 『Marlene Sings Donna Summer』
- 超新星
  - 『WINNER（超☆「おかえり。」盤）』
- 日野皓正
  - 『Unity -h factor-』
  - 『Never Forget 311』（配信限定）
- 遊助
  - 『檸檬』
- Skoop On Somebody
  - 『S.O.S. Duets』（初回生産限定盤ディスク2：ライブDVDのみ参加）
- m-flo
  - 『LOVER』
- 為岡そのみ
  - 『フルコース』
- BENI
  - 『OUR SKY』
  - 『RED』
- Ms.OOJA
  - 『FAITH』
  - 『MAN -Love Song Covers 2-』
- 青山テルマ
  - 『BALLAD』

### 2014年
- 加藤ミリヤ
  - 『MUSE』
  - 『LOVELAND』
  - 『TRUE LOVERS TOUR 2013』ライブDVD
- 山下智久
  - 『YOU』
- 當山みれい
  - 『Memories』
- 日野賢二
  - 『JINOJAM』
- BENI
  - 『BEST All Singles & Covers HIts』
- HOME MADE 家族
  - 『家宝 〜THE BEST OF HOME MADE 家族〜』
- さかいゆう
  - 『サマーアゲインEP』
- シェネル
  - 『ラブ ソングス 2』
- AI
  - 『モリアガッチャイマシタ in 武道館』Live DVD

### 2015年
- ファンタスティック・ネグリート
  - 『Fantastic Negrito the deluxe EP』
- TEE
  - 『5年後のアイラブユー』
- 杏里
  - 『Smooth & Groove』
- 小林香織
  - 『STORY -the 10th anniversary-』
- Ronnie Rucker & Bright Lights choir
  - 『Send me, i'll go』
- さかいゆう
  - 『さかいゆうといっしょ』
- 清水翔太
  - 『ALL SINGLES BEST』
- 加藤ミリヤ
  - 『少年少女』
- 加藤ミリヤ&清水翔太
  - 『The Best 2 Man Tour 2014#DVD』

### 2016年
- EXILE THE SECOND
  - 『WILD WILD WILD』（#1・3）ADIDAS DREAM CAMPAIGN With EXILE THE SECOND CM使用曲[66]洋服の青山CM使用曲
- EXILE
  - 『EXILE LIVE TOUR 2015 "AMAZING WORLD"』（ライブDVD）
- ファンタスティック・ネグリート
  - 『The Last Days of Oakland』
- BENI
  - 『四季のうた SUMMER（+Best Tour 2014 Live DVD）』（#1・2・6 、ディスク2のライブDVDに参加）
- 加藤ミリヤ
  - 『LIBERTY』
  - 『10th Anniversary "A MUSE" Tour 2015』（ライブDVD）
- AI
  - 『The Feat. Best』
- ケラケラ
  - 『ケラケラあっちむいてホイ!（通常盤）』（#3：好きなご飯も君と）
- 當山みれい
  - 『My Way』（#4）
- EXILE ATSUSHI+AI
  - 『NO MORE（VOICE-Acoustic Version）』
- Ms.OOJA
  - 『Ms.OOJA THE BEST「あなたの主題歌」
- 村田千絋
  - 『PASSION』

### 2017年
- CHEMISTRY
  - 『Windy/ユメノツヅキ』[67]（#2 ユメノツヅキ、#4 ユメノツヅキ（Slow & Emotional））
- EXILE THE SECOND
  - 『Route 66』[68]
  - 『BORN TO BE WILD』
- 土屋太鳳
  - 『Fēlicies（）』アニメ映画「フェリシーと夢のトウシューズ」日本語版主題歌[69]
- ジャニーズWEST
  - 『おーさか☆愛・EYE・哀』[70]（#2・4おーさか☆愛・EYE・哀）
- シェネル
  - 『DESTINY』（#10 Remember My Name ）[71]
- PIGGY BANKS
  - 『シュ ドゥビドゥバイン』（#3 Sweet Dreams ）[6]
- Sky's The Limit
  - 『Mellow but Funky』（1st アルバム、#3 You Got The Power!!）[72]
  - 『YOU GOT THE POWER!!』
- 加藤ミリヤ
  - 『Utopia』[73]（#2 旅人、#6 utopia 、#12 triangle）
  - 『"Dramatic Liberty" Tour 2016』（ライブDVD）
  - 『どこまでも 〜How Far I'll Go〜』（#3 HEART BEAT(SAMBA O Rei REMIX)）
- 私立恵比寿中学
  - 『エビクラシー』（#2 制服“報連相”ファンク）
- Little Glee Monster
  - 『OVER/ヒカルカケラ』[74]（#1 Over テレビ東京系アニメーション「BORUTO-ボルト- -NARUTO NEXT GENERATIONS-」オープニングテーマ）
  - 『だから、ひとりじゃない』（#3 Go My Way!、#4 SEPTEMBER）

### 2018年
- Superfly
  - 『Gifts』（カップリング曲『ハッピーデイ』※花王 新フレア フレグランス CM曲）[75]
- ファンタスティック・ネグリート
  - 『Please Don't be Dead』[76]
    - 第61回（2019年）グラミー賞コンテンポラリーブルースアルバム部門最優秀アルバム賞受賞作品[36]
- Crystal Kay
  - 『For you （初回限定盤）』（DVD1  Crystal kay LIVE  tour2016 “Shine”@ CLUB CITTA’ 2016.3.23）[67]
- Lead
  - 『MILESTONE』（#7 Tell me why）[67]
- EXILE THE SECOND
  - 『Highway Star』（#1 Route 66）[67]
- 椎名林檎トリビュート・アルバム
  - 『アダムとイヴの林檎』（#10AI『 罪と罰』)[77]
- AI
  - 『AI TOUR 和と洋』（DVD）[67]
- 布施明
  - 『WALK』（#6 Good luck inspiration 、#8 男騒ぎのララバイ）[67]
- Little Glee Monster
  - 『juice』（#3 Go My Way!、#4 OVER、#6 いつかこの涙が[78]、#7 Love to the world、#8Get Down ）[79]
- ジャニーズWEST
  - 『WESTival』（#6 おーさか☆愛・EYE・哀）[67]
- シェネル
  - 『10th Anniversary All Time Best』（#14 Touch (Close  to you )）[67]
- 伊藤千晃
  - 『New Beginnings』（#1 New Beginnings、#2 Happiness、 #3 Eternal story、#5 A Song for you ）[80]
- 小比類巻かほる
  - 『Kohhy 5』（#2、#4、#9）[41]

### 2019年
- EXILE SHOKICHI
  - EXILE SHOKICHI ライブDVD&Blu-ray Disc 『EXILE SHOKICHI LIVE TOUR 2019 UNDERDOGG』
- 加藤ミリヤ
  - 『M BEST II』（disk 1 #7. AIAIAI, disk 2 #5. Lonely Hearts #9. 少年少女 #12. Want You Back）
- 矢沢永吉
  - 『いつか、その日が来る日まで…』[81]
- 鈴木雅之
  - 『Funky Flag』（#3 シークレット・ブギー）[82]
- 今市隆二
  - 『RYUJI IMAICHI LIVE TOUR “LIGHT >DARKNESS” 』Live DVD [83]
- Little Glee Monster
  - 『I Feel The Light feat. EARTH, WIND AND THE FIRE』（#1 I FEEL THE LIGHT feat. EARTH, WIND AND THE FIRE）[84]
  - 『FLAVA』（#3 I believe 、#4 ハピネス、#5恋を焦らず）[41]
- miwa
  - 『run fun run』（名古屋ウィメンズマラソン2019公式応援ソング、2月1日～配信）[85]
- 伊藤千晃
  - 『ツキミキミ』（配信シングル、ギター演奏と楽曲共作、AMPHI CMムービー使用曲[86]）[87]
- TiA
  - 『MIRACLE』（#4 Praise Break ）[41]

### 2020年
- Beni Daniels（BENI）
  - 『MADE IN LOVE』（#4 Unison(Co write, Guitar, Bass)、#7 your love + my love(Guitar)）（2020年9月30日）[88]
- 田原俊彦
  - 『愛は愛で愛だ』（2020年8月5日）[89]
- ENDRECHERI（堂本剛プロジェクト）
  - 『LOVE FADERS』（Everybody say love、MIX JUICE、Wedding Funk、Bubble Dancers）（2020年6月17日）[5]
- ファンタスティック・ネグリート
  - 『Have You Lost Your Mind Yet?』（2020年8月14日、Cooking Vinyl/Blackball Universe）
  - 『Chocolate Samurai （Corona Quarantine Video）』（2020年3月28日）[90]
- EXILE THE SECOND
  - 『EXILE THE SECOND THE BEST』（Disc1 #4 WILD WILD WILD、#5 Route 66 ）（rhythmzone/avex2020）[91]
- 今市隆二・登坂広臣（三代目J Soul Brothers）
  - LDH PERFECT YEAR 2020 SPECIAL SHOWCASE RYUJI IMAICHI / HIROOMI TOSAKA（Live DVD）[92]
- Little Glee Monster
  - 『BRIGHT NEW WORLD』（#2 I FEEL THE LIGHT feat. EARTH, WIND AND THE FIRE、#4 Love Yourself）[91]
- Superfly
  - 『0』（#5. ハッピーデイ）[91]
- 三上ちさこ
  - 『ホーム・ステイ・ホーム』（2020年5月1日）[11][93]

### 2021年
- 松下洸平
  - 『あなた』（2021年12月22日・ミニアルバム）[94]
- ファンタスティック・ネグリート
  - 『When Everything Went Wrong 』（2021年、『Arcane（アーケイン）』挿入歌）[95]
  - 『Rolling Through California （feat. Miko Marks）』（2021年8月25日、配信シングル）[96]
  - 『Highest Bidder』（2021年2月9日）[97]
- ENDRECHERI（堂本剛プロジェクト）
  - 『GO TO FUNK』（Rain of Rainbowにて堂本剛とツインギターを演奏）（2021年8月25日） [98]
- EXILE ATSUSHI
  - 『【超貴重】EXILE ATSUSHI が歌うドライフラワー』（7月23日、EXILE ATSUSHI スナちゃんTV）[99]
- Shinn Yamada
  - 『白と黒と恋』（#3 蝶々）[100]
- 村田隆行
  - 『The Smiling Music』（#2 Taj Mahal's Lunar Eclipse、M3 FUN DAY）[101]
- フィロソフィーのダンス
  - 『カップラーメン・プログラム』（#4「CAT'S EYE」）（2021年4月28日）[102]
- 芹奈&かれん（from Little Glee Monster）
  - 『筒美京平 SONG BOOK』（#8 「魅せられて（エーゲ海のテーマ）」、ギター&エレキシタールにて参加）[103]
- Little Glee Monster
  - 『GRADATI∞N』（Disk 2　#3-恋を焦らず　#4-I Feel The Light #11-OVER #13-GET DOWN #15-I Believe #16-ハピネス #17-Love To The World 、Disk 3 #4-いつかこの涙が #5 Love Yourself）[103]
- CHICO CARLITO
  - 『Sandra's Son』（2021年2月9日、ギター演奏、ELIONEとの共同プロデュース）[104]

### 2022年
- DJ HASEBE
  - 『Bayside Lover feat. 横山剣』（2022年11月30日配信）[105]
- SALU
  - 『GOD LOVES YOU feat. AKLO & JP THE WAVY』（2022年11月16日、共同プロデュースとギター演奏）[106]
- ザ・チョッパーズ・レボリューション
  - 『FAN×K（ファンク）』（2022年8月12日、Mzes Recordz）（#1 pop up da funk #10 追いかけて関東 はギター演奏、#8 chop chop は作詞で参加）[107]
- 黒沢薫
  - 『薫風』（2022年8月11日、配信シングル）[108]
- ファンタスティック・ネグリート
  - 『White Jesus Black Problems』（2022年6月3日）[109]
- ENDRECHERI（堂本剛プロジェクト）
  - 『LOVE VS. LOVE』（配信シングル、堂本剛とツインギターを演奏）（2022年5月29日）  [110]
- CHICO CARLITO
  - 『Day by Day』（2022年9月1日）[111]
- フィロソフィーのダンス
  - 『愛の哲学』（#1「ロック★with you」）（2022年4月27日）[112]

### 2023年
- ENDRICHERI.（堂本剛プロジェクト）
  - 『Super Funk Market』（2023年10月29日）Pretty Fantom、心鬼狼、依存BEAT、LOVE VS. LOVE に参加　[113]
- JP THE WAVY & JIGG
  - 『What's Poppin feat. LANA』（2023年9月17日）共作・音源に参加[114]
- s**t kingz
  - 『NO END feat. 三浦大知』2023年7月19日）[115]
- 山下智久
  - 『Sweet Vision』（2023年7月19日）VISIONにギター演奏で参加[116]

- 鈴木雅之
  - 『SOUL NAVIGATION』（flavor(※)にギターで参加。2023年4月12日）※堂本剛 作詞・作曲・プロデュース、堂本剛&Gakushi アレンジ[117]
- ちゃんみな
  - 『You Just Walked in My Life』（2023年3月9日、共同プロデュースとギター演奏）[118]
- CHEMISTRY×Da-iCE
  - 『スパロウズ』（2023年3月1日配信）[119]
- SHO HENDRIX
  - 『I/O feat. Masa Kohama』（2023年11月15日配信）[120]

### 2024年
- SixTONES
  - 『THE VIBES』（2024年1月10日）Seize The Dayに参加[121]
- BAD HOP
  - 『BAD HOP』（2024年2月9日）LAST PARTY NEVER END に参加（共作・ギター演奏）[122]
- CHEMISTRY
  - 『Play the Game』（2024年2月14日）J SPORTS STADIUM2024 野球中継テーマソング[123]
- ファンタスティック・ネグリート
  - 『Undefeated Eyes feat.  Sting』（2024年6月29日）[124]
- CHICO CARLITO
  - 『Grandma's Wish（Deluxe Edition）』M12. Day by Day、M13. Let Go feat. 柊人-From THE FIRST TAKE　に参加[125]
- AIRIE
  - 『NEVER MISS』（ギター演奏・共作）[126]
- ばんばんざい
  - 『くわずぎらい』（ギター演奏）[126]
- 葛谷葉子
  - 『DRAMATIC』（M3 I'm Glad I'm Me）[126]
- 般若、G-k.i.d & Jin dogg
  - 『MOGURA -裸足のままで-』（プロデュース・共作・ギター演奏）[126]
- ファンタスティック・ネグリート
  - 『Son of A Broken Man』（M2、3、4、5、6、9、10、11、14にてギター演奏）[126]

### 2025年
- Tiji Jojo
  - 『FNF』（M11. Malibu Dream & M13. 4Season にてギター演奏・共作）[126]
- G-k.i.d
  - 『Hood Melody』（"HANEDA" feat. Kvi Baba & ELIONE にてギター演奏・共作）[126]

## ライブ・サポート

### 2009年
- AI
  - 『VIVA AI CONCERT TOUR』（全45公演)
  - 『アコースティックミニライブ東京/丸の内・丸ビル1F 「マルキューブ」
    - TOKYO FM 「丸の内Precious Life」 公開録音』
- JUJU
  - 『Disney's クリスマス・キャロル 公開記念M-ON! Presents THE BASIC'S Special Live -Christmas Songs-ジュジュ苑×MUSIC ON! TV』
    - 出演　JUJU / BONNIE PINK / JAY'ED / BoA

### 2010年
- 加藤ミリヤ
  - 『“ETERNAL HEAVEN” TOUR 2010-2011  Supported by KAWI JAMELE』（11月から2011年1月）
  - 『J-WAVE LIVE 2000+10』（国立代々木体育館）
- AI
  - 『J-WAVE LIVE 2000+10』（国立代々木体育館）
  - 『オダイバランド合衆国Fantasticスタジアム』
  - 『葉山町特設ステージ』（葉山）
- U-EXPRESS　2010 in HAYAMA』
  - 『万博記念公園自然文化園 「もみじ川芝生広場」（大阪）FM802 MEET THE WORLD BEAT 2010』
- JASMINE
  - 『 SUMMER SONIC 2010』
  - 『"JASMINE'S WORLD" TOUR』（Zepp  Tour）
- miwa
  - 『オダイバランド　合衆国Ｆａｎｔａｓｔｉｃスタジアム （お台場）』
  - 『SUMMER SOUND TERMINAL 2010（大阪）』
  - 『OTODAMA 音霊（逗子）』
  - 『ぴあ&FM802 SPRING LIVE CIRCUIT SOUND GATE 2010』

### 2011年
- 加藤ミリヤ
  - 『KAWI JAMELE presents 加藤ミリヤ M BEST TOUR 2011』
  - 『J-WAVE LIVE 2011』（国立代々木体育館）
- AI
  - 『J-WAVE LIVE 2011』（国立代々木体育館）
- Crystal Kay
  - 『LAWSON presents MUSIC FOR ALL, ALL FOR ONE supported by スカパー!』（12月24日、国立代々木競技場第一体育館）
- AK-69
  - 『「THE RED MAGIC」 RELEASE TOUR FINAL』（9月3日、日本ガイシホール）
- モントルー・ジャズ・フェスティバル（Montreux Jazz Festival Japan In Kawasaki）
  - Angela Hunte Presents ”EAST MEETS WEST” with Che’nelle, Karibel & SEEDA（11月25日、川崎市教育文化会館）

### 2012年
- Ms.OOJA
  - 『Ms.OOJA LIVE TOUR 2012 "HEART"』
  - 『吉田沙保里選手 国民栄誉賞受賞県民報告会』（12月16日、伊勢市観光文化会館）
- 加藤ミリヤ
  - 『J-WAVE LIVE 2012』（国立代々木体育館）
- 日野皓正
  - 『日野皓正 h FACTOR』（10月8・9日、ブルーノート東京）（9月8日、中洲ジャズ）
- SKOOP ON SOMEBODY
  - 『SKOOP ON SOMEBODY ＜Mellow Flavor ツアーファイナル -Extra Luxury Edition-＞』（6月2日、渋谷公会堂）
- BENI
  - 『BENI CONCERT TOUR 2012 “Fortune” with Rouge de BENI』

### 2013年
- AI
  - 『AI MORIAGARO TOUR 2013』全33公演
  - 『めざましライブ 2013』（7月13日、お台場合衆国）
- 加藤ミリヤ
  - 『TRUE LOVERS TOUR 2013』
  - 『J-WAVE LIVE 2013』（国立代々木体育館）
- 加藤ミリヤ・清水翔太
  - めざましSong Graffiti Live（3月4日、ニコファーレ）
- Ms.OOJA
  - 『Ms.OOJA LIVE TOUR 2013』
- AI、Ms.OOJA
  - 『FM Northwave 20th Anniversary LIVE』

### 2014年
- フィリップ・ベイリー
  - 『DREAM FESTIVAL』（12月6日、東京ドーム）
- 加藤ミリヤ
  - 『uP!!! presents 加藤ミリヤ Loveland tour 2014 Supported by KAWI JAMELE』
  - 『JｰWAVE LIVE 2014』（8月、国立代々木第一体育館）
  - 『MILIYAH 10th Anniversary PREMIUM PARTY』（9月8日、新木場・STUDIO COAST）
  - 『大坂の陣 400年音楽祭』（9月28日、大阪城西の丸公園）
- 加藤ミリヤ・清水翔太
  - 『uP!!! presents 加藤ミリヤ・清水翔太 THE BEST 2MAN TOUR 2014』
- BENI
  - 『10th Anniversary BENI “BEST” LIVE TOUR 2014』
  - 『Keep On Smiling for Children Project in 比叡山延暦寺 ～こどもたちの新しい明日へ～』（9月27日、比叡山延暦寺）
- Ms.OOJA
  - 『Ms.OOJA LIVE TOUR 2014“COLOR”』
- すみれ
  - 『"VOICE" SUMIRE CONCERT』（2月20日、ヤマハホール）

### 2015年
- EXILE
  - 『EXILE LIVE TOUR 2015 "AMAZING WORLD"』
- 加藤ミリヤ
  - 『KAWI JAMELE presents 加藤ミリヤ 10th Anniversary "A MUSE" Tour 2015 supported by FURYU』
  - 『"MILIYAH" LOVEHEART PARTY 2015』
  - ファンクラブツアー
- 清水翔太
  - 『Uta-Tube New-tubeグランプリ』（2月21日、NHK名古屋放送局）
- BENI
  - 『BENI Premium LIVE 2015 in Okayama』（4月、岡山・未来ホール）
  - 『BENI Premium LIVE 2015 in Okinawa』（10月3日、ミュージックタウン音市場）
  - 『GIRLS MUSIC COLLECTION 2015』（10月12日、岡山・下石井公園特設ステージ）
  - 『2015 四国放送まつり』（10月17日、あすたむらんど徳島）
- 小比類巻かほる
  - 『Kohhy 3』（6月6日、ビルボードライブ大阪）
- マリーン
  - 『This is Soul』（5月31日、モーション・ブルー・ヨコハマ）
- 森口博子
  - 『クリスマスライブ＆ディナーショー』（12月13日、神戸ポートピアホテル）
  - 『bay FM森口博子 'KISS & Smile' 公開生放送』（12月25日、成田空港第一ターミナル5階サテライトスタジオ）

### 2016年
- 加藤ミリヤ
  - 『DRAMATIC LIBERTY tour 2016』
  - 『Space Shower TV "Live with U"』（1月）
  - 『KIRIN BEER "Good Luck" LIVE』（2月）
  - 『加藤ミリヤ “歌の会 Vol.01” 2016 冬』[127]（12月、東京・大阪・名古屋）
- BENI
  - 『テレビ朝日・六本木ヒルズ 夏祭り SUMMER STATION』（7月25日）
  - 『KIRIN BEER "Good Luck" Live』（8月6日）
  - 『NISSAN GALLERY SUMMER LIVE』（8月13日）
  - 『SATURDAY GO AROUND“Act Against AIDS 2016 LIVE in Centrair”』（11月26日、中部国際空港セントレア）
  - 『Premium Live 2016 in Shinagawa』（12月4日、品川ステラボール）
- Crystal Kay
  - 『CRYSTAL KAY Live Tour 2016 ”SHINE”』
- 宮田悟志
  - 『TEN CREATE presents MUSIC GARDEN～THE DEEP～』（10月21日）
  - 『STORY acoustic live tour』(12月)
  - 『mariage! vol.2』(12月30日、横浜PREMIERE HALL)
- 宮本美季
  - 『☆M's☆ ～ 宮本美季 Miki Miyamoto（Vo）・マサ小浜 Masa Kohama（G） 』（9月5日、赤坂Crawfish）
  - 『BLUES ALLEY JAPAN 26th Anniversary -Since 1990- Evergreen Message ～宮本美季 Xmas LIVE』（12月21日、目黒ブルースアレイ）
- ユッコ・ミラー
  - 『ユッコ・ミラー メジャーデビュー記念☆レコ発ライブ』（9月7日）
  - 『クリスマス＆バースデー ジャズディナーショー』（12月25日、オークラフロンティアホテル海老名）
- 森口博子
  - 『bay FM"KISS & SMILE"公開生放送』（12月23日、成田空港スタジオ SKYGATE ）

### 2017年
- ファンタスティック・ネグリート
  - 『Fantastic Negrito』（4月7・8・9日、ブルーノート東京）[34][128]
- AI
  - 『AI TOUR 和と洋』（2017年9～12月）
  - 『AI 和と洋 LIVE IN HONG KONG 』[129][130]（2017年11月25日、KITEC九龍灣國際展貿中心　Music Zone@E-max）
- 加藤ミリヤ
  - 『Utopia tour 2017』
  - 『Christmas Premium Live -歌の会2017-』（12月11日ビルボードライブ大阪[131]、18日ビルボードライブ東京[132]）
- 清水翔太
  - 『Girls Tune Fes 2017』（11月10日、Zeppなんば大阪）[133]
- BENI
  - 『Live House tour 2017 “HOTEL BENI ”』
- Crystal Kay
  - 『TOKYO FM アースデーライブ2017～We Love Music，We Love the Earth～』[134][135](4月22日)
- riri
  - 『J-WAVE SONAR MUSIC SPECIAL SHOW CASE with YouTube Music Night』（6月30日、YouTube Space Tokyo）[9]

### 2018年
- 今市隆二（三代目J Soul Brothers）
  - 『J-WAVE LIVE SUMMER JAM 2018』（7月16日横浜アリーナ）[136]
  - 『RYUJI IMAICHI LIVE TOUR 2018  LIGHT>DARKNESS  』（8～12月）[137]
- 加藤ミリヤ
  - 『続 歌の会』（2月16日ビルボードライブ東京[138]、20日ブルーノート名古屋[139]、27日ビルボードライブ大阪）[140]

### 2019年
- BENI 
  - 『PEACE BANK 新潟開港150周年ライブイベント』（8月24日、新潟県 信濃川下流右岸 やすらぎ堤）
  - 『オリオンビアフェスト2019』（8月25日、沖縄市コザ運動公園）
  - 『BENI Live tour 2019 ～唄道～』（9月～）
  - 『MARUGAME GROOVE 2019』（9月22日、香川県 ボートレースまるがめ場内）
  - 『東京スカイツリー(R)クリスマスラブソングライブ』（12月14日）
- RIRI
  - 『SUMMER SONIC 2019』（8月16日、幕張メッセ）
- マリーン
  - 『46th Anniversary Special Live 』（9月19日、六本木 satin doll）
  - 『Marlene's Christmas Dinner Show』（12月25日、渋谷セルリアンタワー東急ホテル）
- 今井優子
  - 『Light Mellow presents Yuko Imai Performance 2019 vol.3 ～Cafe Live～ 』（8月11日、Billboard cafe & dining ）
- ファンタスティック・ネグリート
  - 『Fantastic Negrito -2019 Grammy Award Winner - 』（5月24・25日、ブルーノート東京）[141]
- EXILE SHOKICHI
  - 『TOKYO GIRLS MUSIC FES.2019』（3月31日、横浜アリーナ）[142]
  - 『EXILE SHOKICHI LIVE TOUR 2019 “UNDERDOGG”』（6～9月）
- EXILE ATSUSHI
  - 『Live & Talk Show  LIVING ROOM 』（1月22日、鹿児島）[3]

### 2020年
- BENI
  - BENI ACOUSTIC LIVE 2020（2月29日・3月1日、モーションブルーヨコハマ ※新型コロナウイルス感染症拡大による政府のイベント中止要請により延期）[143]
  - 15th Anniversary BENI “NEW MOON” LIVE TOUR 2020（9月～）[143]
  - BENI PREMIUM LIVE STREAM 2020（無観客配信ライブ、9月13日）
- 小比類巻かほる
  - 『35th Anniversary Live』（8月8日・9日、丸の内コットンクラブ）
  - 『小比類巻かほる 35th Anniversary Live』（10月18日、ビルボードライブ横浜）[144]
- AI
  - SHINE MUSIC FESTA（3月7日、恩納村海浜公園ナビービーチ ※新型コロナウイルス感染症拡大による政府のイベント中止要請により延期）[143]
- 今市隆二・登坂広臣
  - LDH PERFECT YEAR 2020 SPECIAL SHOWCASE RYUJI IMAICHI / HIROOMI TOSAKA（1・2月、福岡ヤフオク!ドーム、ナゴヤドーム、京セラドーム大阪）[143]

### 2021年
- AI
  - AI 20周年記念TOUR "It's All Me"（2～8月）[145]
  - BLUE NOTE TOKYO LIVE STREAMING ひかりTV　AI " It's All Me Special Live "（3月31日、ブルーノート東京）[146]
- EXILE ATSUSHI
  - 『EXILE ATSUSHI オンラインコミュニティ MUSIC CLUB 生配信ライブ』（4月18日）[147]
- BENI
  - 『AION Music Carnival in HIBIYA』（5月23日）[148]
- ガクマサ（GAKUSHI&マサ小浜）feat.鈴木掌
  - 『AION Music Carnival in HIBIYA 前夜祭』（5月22日）[149]
- DJ WATARAI・Tina
  - 『twitch live special session』（4月12日）[150]

### 2022年
- RIRI
  - 『RIRI Re-launch Party～2023』（2022年12月29日、渋谷GRIT）
- 宮田悟志
  - 『BEST ALBUM 収録曲お披露目Live』（2022年12月17日、LDH Kitchen THE TOKYO HANEDA）
- TEE
  - ビルボードライブ横浜（11月22日）[105]
- ファンタスティック・ネグリート
  - 『FANTASTIC NEGRITO』（10月6日東京、7日大阪、9日静岡 朝霧ジャム）[151]
- BENI
  - 『The Show』（5月7日、7月18日、 9月4日、11月20日　コットンクラブ）[152]
  - 『BENI Premium Live 2022 in SOKA』（11月5日）[106]
- EXILE ATSUSHI
  - 『Heart to Heart』（3月6日、富山公演）[153]

### 2023年
- Dream Shizuka
  - 『Dream Shizuka #myplaylist_Live vol.2〜 S Valentine Day 〜 at Billboard Live』（2023年2月14日、ビルボードライブ横浜）[154]
- EXILE THE SECOND
  - 『EXILE THE SECOND LIVE TOUR 2023 "Twilight Cinema"』（2023年3～5月、新潟・埼玉・神戸・滋賀・金沢）[155]
- 日野"JINO"賢二
  - 『日野"JINO"賢二 20th Anniversary Live』

（2023年6月 東京 ゲスト:AI、佐藤竹善、Micro（Def Tech））、11月 名古屋 ゲスト:大黒摩季、佐藤竹善、Micro（Def Tech））

- BENI
  - 『BENI "THE SHOW"2023』（2023年7～10月、東京、大阪）[157]
  - 『プレミアム・ステージ powered by Billboard live』（2023年10月1日、ドック・ステージ（神奈川））[156]
- Risa Kumon
  - 『Risa Kumon "Ri-Verse" special live』（2023年11月26日、長崎）[158]
- EXILE SHOKICHI
  - 『EXILE SHOKICHI LIVE TOUR 2023 "Brain"』（2023年12月、岡山、愛知、神奈川、京都、福岡、北海道、東京）[159]

### 2024年
- EXILE THE SECOND
  - 『EXILE THE SECOND LIVE TOUR 2024 "THE FAR EAST COWBOYS"』（2024年3～4月、神奈川・大阪）[160]
- 岩田剛典
  - 『Takanori Iwata LIVE TOUR 2024  "ARTLESS"』（2024年3～6月、宮城・福岡・埼玉・大阪・静岡・東京）[161]
- EXILE SHOKICHI
  - 『Otomeshi Festival.2024』（2024年4月28日、茨城）
- BENI
  - 『BENI 20th Anniversary Tour "Deja Vu"』（2024年6月、東京、横須賀）[162]
  - 『BENI  "THE SHOW"2024』（2024年10月東京、11月大阪）[163]
- CHICO CARLITO × 柊人
  - 『CHICO CARLITO × 柊人 Billboard Premium Live』（2024年6月、東京、大阪）[164]
- 三代目 J SOUL BROTHERS
  - 『三代目 J SOUL BROTHERS LIVE TOUR 2024  "ECHOES OF DUALITY"』（2024年11月17日博多）[165]

### 2025年
- BENI
  - 『BENI 20th Anniversary Tour "Deja Vu"追加公演』（2025年3月、大阪、愛知、東京）[166]

## リーダーライヴ

### MASA's Smoothie（マサズ・スムージー）
- 『The Resonance of Soul』（2023年6月27日、渋谷JZ brat）[167]

### マサ小浜スペシャル
※特記の無い会場は全て目黒ブルースアレイジャパンで開催
- 『初-マサ小浜ライブ』（2010年7月6日）[25]
- 『パート2』（2011年1月25日）
- 『パート3』（2011年3月10日）[168]
- 『パート4!! ～たなばたスペシャル～』（2011年7月7日）[169]
  - マサ小浜（G）Kaleb James（Vo/Key）息才隆浩（Ba.）Jay Stixx（Dr.）
  - スペシャルゲスト：小林香織（Sax）
- 『パート5!! ～花金スペシャル～』（2011年9月16日）[170]
- 『パート6!! ～歳末スペシャル～』（2011年12月28日）[171]
- 『パート7!! ～13日の金曜日スペシャル～』（2012年4月13日）[172]
- 『〜レッドマサ NAGOYAスペシャル〜』（2012年4月18日：ブルーノート名古屋）
- 『Part 8〜秋の夜長スペシャル〜』（2012年10月1日）[173]
- 『〜ブルーマサ NAGOYA スペシャル〜』（2012年10月29日ブルーノート名古屋）
- 『Part 9〜ザ・師走スペシャル〜』[174](2012年12月6日）
- 『Part 10～ザ 十戒目 Special～』 （2013年5月9日）
- 『Part 11 SUMMER MADNESS MANIC Monday nite Special』（2013年8月19日）[175][176]
- 『Part 12～DA BONENKAI Special～』（2013年12月26日）
- 『Part 14～SARTURDAY NITE FEVER Special～』（2014年3月1日）
- 『Part 15〜HAPPY SUMMER TIME! Special〜』（2014年8月6日）[177]
- 『Part 16～マサ小浜、人生初のバースデーライブ～』（2015年1月19日）[175]
- 『プチ-マサ小浜スペシャルライブ〜Shibuya Special〜』（2015年6月1日渋谷バールローズ）[178]
- 『Part 17～な、なんとまるまる1年ぶりのマサ・スペ～』（2016年1月17日[179]
- 『Part 18〜ザ.LEGEND Special〜』（2016年7月10日[180][181][182]
- 『Part 19～秋を感じさせる...スペシャル～BLUES ALLEY JAPAN 26th Anniversary -Since 1990-』（2016年10月4日）[183][184][185]
- 『Part 20～マサスペ 祝 20回記念演奏会～』（2017年2月7日）[186]
- 『Part 21～1年ぶりスペシャル!!～バースデースペシャル』（2018年1月22日）[28][30][31][32][187]
- 『Part 22～Theリベンジスペシャル～』（2018年5月21日）[33][188]
- 『Part 23～“秋に聴きたいソウルミュージック!”スペシャル～』（2018年10月3日）[189][190][191]
- 『Part 24～“おたんじょうびライブ”スペシャル～』（2019年1月15日）[192][193][194]
- 『Part 25～平成最後のマサ小浜スペシャル～』（2019年4月23日）[195]
- 『Part 26～メローな目黒の週末～スペシャル（Chillin’ Weekend in Meguro Special）』（2019年8月23日）[196]
- 『Part 27〜マイケル特集スペシャル〜"Michael Special"』（2020年1月28日）[27][197]

### MASA's LOUNGE
- 『MASA's LOUNGE -Acoustic and electric land-』[198]（2012年7月11日）
  - Special Guest：露崎春女
- 『MASA's LOUNGE -Valentaine Special-』（2013年2月12日：目黒ブルースアレイジャパン）[199]
- 『MASA'S LOUNGE ～ザ 夏～ hot fun in the summer time』（2015年7月1日：目黒ブルースアレイジャパン）

### STILL CRAZY (JINO-MASA-FUYU )
2017年
- 『STILL CRAZY はじめてのツアー!!』[200]
  - 4月3日 本厚木[201]、5日 渋谷[202]、10日 名古屋[203]、11日 大阪[204]、12日 八代[205]、13日 熊本[206][207]
- 『STILL CRAZYサマーツアー2017』
  - 7月5日 名古屋BL CAFE、10日 渋谷バールローズ、12日 本厚木キャビン、18日 大阪ミスターケリーズ[208]

2018年
- 『STILL CRAZY～ライブツアー2018』
  - 1月31日 渋谷バールローズ[209]、2月5日 名古屋BL CAFE[210]・6日 大阪ミスターケリーズ[211]・7日 八代レストランバーZ[212]・8日 熊本ぺいあのPLUS[213]・9日 鹿児島JJ Call'n・11日 那覇Gala[214]・14日 沖縄614Cross over cafe[215]
- 『STILL CRAZY』
  - 4月5日渋谷バールローズ[216]
- 『STILL CRAZY Premium live in Nagoya』
  - 4月15日 名古屋Caballero Club[217]

2019年
- 『STILL CRAZY（熊本マチナカ音楽祭）』
  - 11月3日、熊本マチナカ音楽祭[218]
- 『STILL CRAZY』
  - 11月4日、長崎ミュージックバーTORI-K[218]

2020年
- 『STILL CRAZY （JINO-MASA-FUYU）ライブ』
  - 1月30日　沖縄イタリアンレストラン&ライブハウスGala[143]
  - 1月31日　沖縄Discotic entertainment Stage T next[143]
  - 2月1日　沖縄Garage Bar JJ[143]

### Me and This Japanese Guy
- 『”Me & This Japanese Guy ”』（2023年10月11・12日、四谷メビウス）
  - Xavier（Vo,P,G）・マサ小浜（G）[44]
- 『”Me & This Japanese Guy ”』（2022年4月23日、Mzes Tokyo）
  - Xavier（Vo,P,G）・マサ小浜（G）[219]

## その他の主なライブ

### 2015年
- 『BAJ MUSIC LOUNGE with MAIKO& MASA KOHAMA～舞子りん ×マサ小浜 初のコラボ～』（3月17日、目黒ブルースアレイジャパン）
  - 片桐舞子（Vo）
  - マサ小浜（G）佐藤雄大（Key.）日野“Jino”賢二（Ba.）Jay Stixx（Dr.）

### 2016年
- 『A duo of super guitar players』（7月17日、西麻布Room39）[220]
  - アレン・ハインズ（G）マサ小浜（G）Fuyu（Dr.）Jamba（Ba.・Vo）
- 『☆ガクマサ☆90‘s Soul Nite』（9月13日[221]　11月23日[222]）
  - Gakushi（Key.・talk box）マサ小浜（Eg・Ag）
- 『YURI-MASA 2年ぶり奇跡のライブ』（12月26日、四谷メビウス）
  - YURI（Vo）マサ小浜（G）

### 2017年
- 『”Me & This Japanese Guy”』（6月10日、渋谷バールローズ）
  - Xavier（Vo,Fender Rhodes,G）・マサ小浜（G）

### 2018年
- 『春の祭典!』（4月23日、四谷メビウス）[223]
  - マサ小浜（G）柴田敏弥（Key.）笹井bJ克彦（Ba.）FUYU（Dr.）

- 『Spring Sessionだお』（4月24日、四谷メビウス）[224]
  - YURI（Vo）マサ小浜（G）鈴木渉（Ba.）FUYU（Dr.）

### 2019年
- WAKANA Live（9月21日、六本木Claps）[225]
  - Wakana（Sax）
  - マサ小浜（G）Gakushi（Key.）日野“Jino”賢二（Ba.）ケニーモズレイ（Dr.）

### 2020年
- くるくるParty [会場と生動画配信の連動企画]
  - さいたまんぞう（Vo）村田隆行（Ba）、坂東慧（Dr）、マサ小浜（G）（8月25日）[226]
  - この時に披露された「なぜか埼玉 ファンクバージョン」が、Yahoo!ニュースに掲載[227]。
- 『大倉正之助&マサ小浜 Special Event Live』（9月6日）[228]

## イベント出演等
- 『Masa Kohamaギターセミナー』（2018年3月12日、那覇GALA）
  - 沖縄にて自身初のセミナーを開催[229]
- 『Masa Kohamaギターセミナー』（2020年2月2日、那覇GALA）[230]
- 『ソウル・サーチン・ラウンジ』（2016年2月17日・10月19日、新宿カブキラウンジ）
  - 吉岡正晴が主宰するソウルミュージックをテーマとしたイベントにゲスト出演。
  - トークに加え、DJとのセッションも披露した[231][232]。

## メディア出演

### テレビ
- 「メロディーは時をこえて～歌いつぐ筒美京平の世界」
  - かれんfrom Little Glee Monster のサポートにてエレキシタールを演奏[233]（2021年3月28日、NHK BSプレミアム）

### 配信番組
- MUSIC BUZZ～Presented by Fuyu～（2021年1月3日 15時～生配信）[234]

### YouTube
- Musician Aid Japan Project（MAJP）
  - 【アーティスト・AI登場！「最高のバンドメンバーの素晴らしさを知ってほしい！」】「Summer Magic」×マサ小浜・Kenji “Captain” Sano・Fuyu・NOBU-K（2020年11月7日）[235]
- 「Unison（Live Version）」（ミュージック・ビデオ、Beni Daniels EP 『MADE IN LOVE』より）（2020年12月17日）[236]
- Fantastic Negrito & Masa Kohama「Oh Betty（Special Acoustic Session）」Produced by Guitar Magazine WEB（2022年6月17日）[237]
- 「THE FIRST TAKE」

CHICO CARLITO 『Let Go feat.柊人』にてギター演奏（2023年11月10日）　
- EXILE ATSUSHI「Acoustic Jam」『flower （原曲 L'Arc～en～Ciel）』 covered by EXILE ATSUSHI

にてギター演奏（2025年5月2日）

### ラジオ
- インターFM『Trendy Pickups with RISA & RORO』（2023年12月13日）ゲスト参加、RISAとの生演奏[240]
- インターFM『Radio Disco』（2023年6月3日）ゲスト参加、生演奏[241]
- ミュージックバード「大西貴文のTHE NITE」（2014年7月31日[54]、2015年12月8日[242]、2017年1月26日[243]、2018年1月15日[244]、2021年2月12日[245]）
  - 番組内で即興で作曲・演奏したものが、同番組のジングルに採用された[246]。
  - 2021年2月12日回では小浜のアルバム「MASA'S FIRST TAKE」特集が行われた[245]。
- 渋谷クロスFM『TWILIGHT　WAVE』（2016年8月26日）[247]
  - トークゲストとして出演の他、司会の真崎ゆかと、「ワインレッドの心」の生演奏も行った。
- InterFM『The Dave Fromm Show』（2017年4月6日）[248]
  - ファンタスティック・ネグリートとの生ライブを披露した。
- FM GUNMA 「G★FORCE 人間力向上委員会」（2021年5月10日～四週に渡るインタビュー）[249]

### ニコニコ生放送
- 『マサ小浜×よっちゃん×堀江貴文 居酒屋ホリエモンチャンネル～ギタリスト編～』（2016年5月26日）[250][251][252][253][254][255][256][257]

### CM
- ハナユメ（旧すぐ婚navi）[258]
  - ローラ扮する花嫁へのサプライズで友人達が生演奏を披露する設定。
  - ギタリスト役で出演[259]。

### 映画
- 『Hoover Street Revival』（2002年）
  - ロサンゼルスの黒人街を題材としたドキュメンタリー映画で、アフリカ系アメリカ人の中で教会でゴスペルを演奏する異色のギタリストとして出演している[1]。

## 記事
- ギターマガジン「インタビュー マサ小浜 meets “SCHECTER” Ruler series」（ギターマガジン、株式会社リットーミュージック、2011年9月号、208-211頁）
- Nick Murray (2016年10月5日). “Oakland calling：Fantastic Negrito shares his hometowns struggle with the world-”. 2016年10月11日閲覧。
  - ニューヨークの情報紙であるヴィレッジ・ヴォイスに、ファンタスティック・ネグリートのインタビューと小浜のコメント掲載[260]。
- 高橋健太郎「ファンタスティック・ネグリート」（MUSIC MAGAZINE、株式会社ミュージック・マガジン、2016年10月号、92-93頁）
- 桜井学・鶴田裕介（2017年1月6日）「今年のグラミー賞　行方は」読売新聞夕刊 10頁
  - グラミー賞候補作品に携わる日本人の一人として小浜が紹介され、インタビュー内容が掲載された[261]。
- 田中雄大「Special Interview about MOTOWN No. 1 MASA KOHAMA 」（ギターマガジン、株式会社リットーミュージック、2017年7月号、106-107頁）
- Tom Clarke (2018年7月). “Fantastic Negrito definitely has his mojo working .!-Blues music magazine”. 2018年7月20日閲覧。
  - ファンタスティック・ネグリートのアルバム「Please don't be dead」の評論の中で、小浜の演奏が評価されている。
- Hironori Matsuta「RYUJI IMAICHI 音楽と人に『感謝』を捧げた濃密な空間」（ローリング・ストーン ジャパン vol.5、CCCミュージックラボ株式会社、2018年12月25日発行、114-117頁）今市隆二 Light > Darkness ツアーのライブレポートの中で、「マサ小浜（Gt）を始めとしたバンドメンバーは、言うまでもなく折り紙つきの実力派」と述べられた。
- 吉岡正晴(2020年8月4日)「特選盤 ハブ・ユー・ロスト・ユア・マインド・イエット？ （アルバム評）」毎日新聞夕刊 [262]
- トミー・モーリー・福崎敬太「Interview｜ファンタスティック・ネグリート【後編】ブルース・ギターを先鋭的に響かせた新作を語る」（ギターマガジンWEB、 2020年9月12日）[263]
- Oscar Jordan 「アルバム評 Fantastic Negrito『Have you Lost Your Mind Yet?』」（Vintage Guitar Magazine 2020年10月号）[264]
- Oscar Jordan 「MASA KOHAMA “Blues From Japan”」（Vintage Guitar Magazine 2020年11月号 p.26）[52]
- 福崎敬太「Interview｜マサ小浜 ファンタスティック・ネグリートが求めた音」（ギターマガジンWEB、 2020年11月23日）[265]
- 吉岡正晴（2021年2月2日）「特選盤マサズ・ファースト・テイク（アルバム評）」毎日新聞夕刊[266]
- 上毛新聞「渡米30年『心から誇り』　前橋出身ギタリスト・マサ小浜さん　参加作がグラミー賞に輝く」（2021年3月16日）[267]
- 鈴木英之介（2021年6月1日）「マサ小浜 “Steppin’ Out” （【Mikikiの歌謡日!】第110回 Bearwear、Strip Joint、Q2の穴、米津玄師、マサ小浜……Mikiki編集部員が選ぶ今週の邦楽5曲）」[268]
- Kazuya Abe（2022年4月26日）「演奏できることに感謝　グラミー賞３度獲得に貢献　ギタリスト　マサ小浜」（前橋新聞 me bu ku 第4号 12頁）[269]
- トミー・モーリー・福崎敬太「Interview｜ファンタスティック・ネグリート＆マサ小浜　祖先の物語を描くカントリー・ライクなギター・アレンジ」（ギターマガジンWEB、 2022年6月3日）[270]
- Ellie Rogers 「Fantastic Negrito on the near-fatal car crash that changed his approach to playing and the forces behind his powerful new album, White Jesus Black Problems」（Total Guitar 2022年6月）[271]